# Казовский, Эль
Елена Ефимовна Казовская, более известная под мужскими псевдонимом и личностью Эль Казовский (13 июля 1948 — 21 июля 2008) — венгерский художник, советская гражданка по происхождению.

## Биография
Эль Казовский родился под именем Елена Казовская в Ленинграде, Россия. Её мать — искусствовед Ирина Путолова, отец — физик и электротехник, знаменитый коллекционер китайского фарфора Ефим Яковлевич Казовский. После развода родителей в 1951 и 1964 годах Елена с бабушкой и дедушкой жила на Урале, в Нижнем Тагиле. Её мать в 1955 году вышла замуж за Луи Шкода (Skoda), венгерского архитектора.
В 1965 году семья Казовских переехала жить в Венгрию. В 1977 году Елена Казовская окончила Будапештскую академию изящных искусств по специальности «живопись». Учителями Елены Казовской были Дьердь Кадар (György Kádár) и Игнатий Кокаш (Ignác Kokas). C 1976 года она работала в студии молодых художников и венгерского Художественного фонда.
```
Ты рождена из суеверий,
Из расточительных побед,
В тебя захлопывают двери,
Ни выхода, ни входа нет.

Ни выхода, ни входа в память,
Пожарище. Журчит вода
Под обгоревшими годами
И не остудит никогда.

В наш век следы сжигать положено,
Обременительный костер,
Вода моя, моя наложница,
Тобой все горы я растёр.

```

Елена Казовская выбрала себе мужской псевдоним Эль Казовский, постоянно носила мужские костюмы, как Зинаида Гиппиус или кавалерист-девица Надежда Дурова, писала от мужского имени Эль. В 1978 году она стала членом Венгерской ассоциации изобразительного и прикладного искусства.
В Венгрии художник Эль принадлежал к наиболее значимым современным венгерским художникам. Принимал участие в многочисленных персональных и групповых выставках в Венгрии и за рубежом (Амстердам, Нью-Йорк, Париж, Берлин, Рим и Санкт-Петербург).
Скончался 21 июля 2008 года в Будапеште; похоронен на кладбище Фаркашрети.

## Искусство
Искусство Эля не разбивается на периоды — все её картины выразительны. Она всю жизнь создавала мифы, как на своих картинах, сделавших её одной из главных фигур художественной жизни Венгрии, так и из собственной судьбы. Художница рисовала кубок Грааля, мифологические фигуры и др. Свои постановки художница она называла паноптикумами.
Кроме картин, он (она) создавал предметы дизайна, перформанса, инсталляции, восковые скульптуры, эскизы костюмов, писал стихи.

## Награды

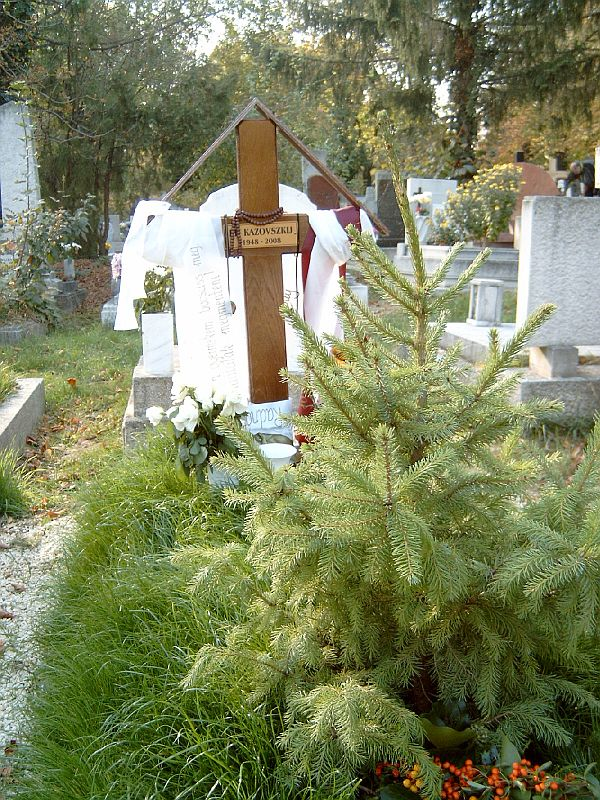
Могила Казовского в Будапеште

- 1980 — Стипендия Дьюла Derkovits
- 1989 — Премия Михая Мункачи
- 2002 — Премия Кошута

## Выставки
Эль Казовский участвовал в групповых и персональных выставках.
Персональные выставки:
- Государственный Русский Музей — Мраморный Дворец, Санкт-Петербург, 2005.

Групповые выставки:
- Галерея Várfok, Будапешт, 2008;
- Венгерское Искусство. Художественный Музей Danubiana — Meulensteen, Братислава, 2007;
- Re: embrandt — Contemporary Hungarian Artists Respond. Музей изобразительных искусств — Будапешт, Будапешт, 2006;
- Общее Пространство. Музей Эрнста, Будапешт, Будапешт, 2006;
- «Черно-белое» — художественная выставка графики (In Black and White — Graphic Art exhibition). Műcsarnok. Посольство Индонезии / Кунстхалле Будапешт, 2001;
- Millennial serie of exhibitions in the Mucsarnok. Mucsarnok Kunsthalle, Будапешт, 2000.

## Коллекции
Произведения мастера находятся в собраниях и галереях:
- Венгерская Национальная Галерея (Magyar Nemzeti Galéria), Будапешт, Венгрия
- Музей Людвига — музей современного искусства, Будапешт, Венгрия
- Институт современного искусства, Dunaújváros, Венгрия
- Музей искусства Вт Лодзь, Лодзь, Польша[7]